# NGC 4531
NGC 4531 ist eine linsenförmige Galaxie vom Hubble-Typ SB0-a im Sternbild Jungfrau. Sie ist schätzungsweise 7 Millionen Lichtjahre von der Milchstraße entfernt. Die Radialgeschwindigkeit von NGC 4531 von 195 km/s ist zu gering, um einen verlässlichen Indikator für die Entfernung zu liefern, da besondere Geschwindigkeiten (ohne Hubble-Ausdehnung) einen wesentlichen Teil des Wertes ausmachen könnten. Tatsächlich ist die seiner Geschwindigkeit entsprechende Entfernung von 7 Millionen Lichtjahren weitaus geringer als die von der Rotverschiebung unabhängige Entfernungsschätzung von etwa 50 Millionen Lichtjahren.
Das Objekt wurde am 17. April 1784 von dem Astronomen Wilhelm Herschel entdeckt.